# Elmer Gantry (Roman)
Elmer Gantry ist ein sozialkritischer Entwicklungsroman des Literaturnobelpreisträgers Sinclair Lewis aus dem Jahr 1927.

## Inhalt
Der satirische Roman schildert den Aufstieg Elmer Gantrys bis in die Spitze des religiösen Managements der protestantischen Denominationen in den USA. Die Requisiten des Erfolgs sind rhetorische Begabung und eine mit Sentimentalität und Bauernschläue gepaarte Scheinheiligkeit.
Elmer Gantry ist das enfant terrible seiner Schule. Als er sich aus Rauflust vor missionierende Kameraden seines Colleges stellt, die in der Stadt bei ihrer Tätigkeit belästigt werden, wird er als Bekehrter gefeiert. Elmer gefällt sich immer mehr in dieser Rolle, doch hat seine Religiosität keineswegs moralische Implikationen. Mit einer ehrenvollen Vertretung betraut, wird er bei Ausschweifungen ertappt und muss seine Karriere in der Baptistenkirche aufgeben. Bald findet er Anschluss an die Erweckungsbewegung und bewährt sich als Prediger, Organisator und Liebhaber der Evangelistin Sharon Falconer (reale Vorbilder sind wahrscheinlich die Wanderprediger Billy Sunday und Aimee Semple McPherson). Als diese bei einem Brand in ihrer neuerbauten Predigthalle stirbt, muss er diese Beschäftigung ebenfalls aufgeben. Über einen selbstgefälligen methodistischen Priester findet er wieder Anschluss an eine kirchliche Karriere, die, wenn auch von sexuellen Eskapaden begleitet, steil nach oben führt. Sein Gegenspieler ist der idealistische Frank Shallard, der zu Beginn ein obrigkeits- und bibelgläubiger Kleingeist ist, sich im Lauf des Romans aber zu einem denkenden Kirchenkritiker entwickelt, der von pseudochristlichen Kriminellen zum Krüppel geschlagen wird, als er eine Kampagne gegen kirchliche Vorbehalte gegenüber der freien Wissenschaft führt.
Gantrys Erfolgsstreben wird ambitionierter, er ist Priester in immer größeren Städten, schließlich sogar in New York. Am Ende scheitert er beinahe an einer Sekretärin, die eine gespielte Affäre mit Gantry benutzt, um Geld von ihm zu erpressen. Einflussreiche Freunde helfen ihm jedoch aus dieser Situation, und Gantry kann sein Ziel weiterverfolgen, eine international fungierende Institution zum Sittenerhalt mit ihm als Vorsitzenden zu errichten.

## Hintergrund
Lewis schrieb mit diesem Roman ein die Erweckungsbewegung in ihren Grundfesten angreifendes Werk. Das Buch empörte die Leser derart, dass man Lewis ins Gefängnis bringen oder sogar lynchen wollte. Lewis’ Bitterkeit muss vor dem Hintergrund des Scopes-Prozesses in Tennessee gesehen werden.
1930, also drei Jahre nach Erscheinen des Romans, wurde Lewis der Nobelpreis verliehen.
1960 wurde das Buch mit Burt Lancaster und Jean Simmons verfilmt (siehe Elmer Gantry).